# 曹惪華
曹惪華（?—?），字山甫，江西新建縣人。清朝官員。

## 生平
乾隆六十年（1795年）乙卯恩科三甲進士，以內閣中書用。同年九月入直軍機處，任漢軍機章京。官至刑部主事。